# MR-8
El Moviment Revolucionari - 8 d'octubre (MR-8; en portuguès: Movimento Revolucionário 8 de Outubro) va ser una organització d'esquerra d'ideologia marxista-leninista, que va lluitar contra la dictadura militar brasilera entre els anys 1964 i 1985. El MR-8 va tenir com a objectiu l'establiment d'un estat del model soviètic. La data 8 d'octubre significa el dia que el famós guerrillerErnesto "Che" Guevara va ser capturat per la CIA. Guevara, una figura simbòlica des de la seva mort en 1965, va ser la inspiració de l'onada de moviments guerrillers en els anys 1960 i 1970 a través del món.

## Arrels
MR-8 es va formar en 1966 i originalment va ser conegut com a Dissidência da Guanabara (Dissidència de Guanabara). Les seves accions van ocórrer a la universitat local d'aquell estat. MR-8 va guanyar fama mundial al setembre de 1969, quan guerrillers del grup van segrestar a l'ambaixador nord-americà Charles Burke Elbrick en un atemptat conjunt amb Ação Libertadora Nacional (ALN). Un soci del MR-8 que va participar en el segrest, Fernando Gabeira, després es va transformar en polític i va escriure un relat personal de l'incident anomenat "O Que É Isso, Companheiro?" («Què és això, company»).

## Accions
MR-8 lluitava de manera similar a les altres guerrilles com les FARC (Colòmbia) i els Montoneros (Argentina), amb l'ús de robatoris armats contra bancs i negocis, especialment a l'àrea de Rio de Janeiro. L'any 1971 MR-8 va expressar el seu suport a la deserció de l'oficial militar Capità Carlos Lamarca cap a les files de l'Avantguarda Popular Revolucionària (VPR), un altre grup guerriller. Lamarca es va allistar després a MR-8 quan el VPR havia estat suprimit amb èxit per la dictadura militar l'any 1970, i lluitava amb el grup fins a la seva pròpia mort en dia 17 de setembre de 1971 per una emboscada a Pintada, un poble de l'estat de Bahia. Una altra guerrillera famosa, Iara Iavelberg, va ser la seva amant i ella va ser assassinada tan sols dos dies després que Lamarca en circumstàncies estranyes.

## Final dels enfrontaments i entrada en la política
Cap a 1972 el MR-8 va moure la millor part de les seves bases cap a Xile, a on treballava amb guerrillers similars d'aquell país. En les següents fases de la dictadura militar MR-8 s'enfocava més cap a infiltrar l'oposició legal a Brasil, especialment el Moviment Democràtic Brasiler. El periòdic MR-8 va ser Hora do Povo («l'Hora del poble»), el qual està actiu fins avui.
Oimés de Gabeira i Lamarca, altres "alumnes" del MR-8 inclouen els periodistes i polítics Franklin Martins, César Benjamin, i molts altres. El MR-8 no es va dissoldre amb el pas del temps, i segueix mantenint una presència en el Partit del Moviment Democràtic Brasiler (PMDB), en el sindicalisme amb la Federació General de Treballadors Brasilera (CGTB), entre els alumnes universitaris, i té un braç juvenil la (Juventude Revolucionária Oito de Outubro - JR-8)
Les filiacions internacionals del MR-8 son amb l'esquerra mundial, especialment amb el president veneçolà Hugo Chávez i el cubà Fidel Castro, no obstant això les polítiques del PMDB són centristes, encara que el PMDB es un aliat dels sectors més conservadors de la política brasilera.

## Idees
Com un successor de l'antic Partit Comunista Brasiler i ALN, MR-8 té avui una agenda més moderada que el PCB modern i el Partit Comunista del Brasil. Les idees del MR-8 van esdevenir un factor menys important que el seu poder intern en el PMDB. El moviment va defensar que Saddam Hussein fos alliberat, abans de la seva mort, amb una campanya "Llibertat per a Saddam". En el segon semestre del any 2009, el moviment decideix formar el seu propi partit polític, i aquest va participar en les eleccions del 2010, com a base de suport per a la candidatura oficialista de la presidenta Dilma Rousseff, del Partit dels Treballadors del president Lula da Silva.